# 平川宗信
平川 宗信（ひらかわ むねのぶ、1944年 - ）は、日本の法学者（刑法）。名古屋大学名誉教授、中京大学名誉教授。

## 人物
西欧近代に由来する刑法学を仏教思想によって再構成し、独自の刑法学を構築することを目指している。

## 略歴
- 1968年 - 東京大学法学部卒業
- 1968年 - 東京大学法学部助手
- 1971年 - 名古屋大学法学部助教授
- 1981年 - 名古屋大学法学部教授
- 2004年 - 中京大学法学部・大学院法学研究科教授、名古屋大学名誉教授
- 2005年 - 中京大学法学部長（～2007年3月）
- 2011年 - 中京大学大学院法学研究科研究科長（～2013年3月）
- 2015年 - 中京大学名誉教授

## 主著
- 『刑法各論』（団藤重光との共著）（有斐閣法律学全集、新版追補、1994年）
- 『名誉毀損罪と表現の自由』（有斐閣、1983年）
- 『刑法各論』（有斐閣、1995年）
- 『刑事法演習』（後藤昭との共編著）（有斐閣、2003年、第2版2008年）
- 『刑事法の基礎』（有斐閣、2008年）
- 『憲法的刑法学の展開 ― 仏教思想を基盤として』（有斐閣、2014年）